# Azzone
Azzone [atˈt͡soːne] (Sù [ˈsu] in dialetto bergamasco) è un comune italiano di 361 abitanti della provincia di Bergamo in Lombardia. Posto sulla sinistra orografica del torrente Dezzo, in Valle di Scalve, si trova a circa 47 chilometri a nord-est del capoluogo orobico. Il comune fa parte della Comunità montana di Scalve.

## Geografia fisica

### Territorio

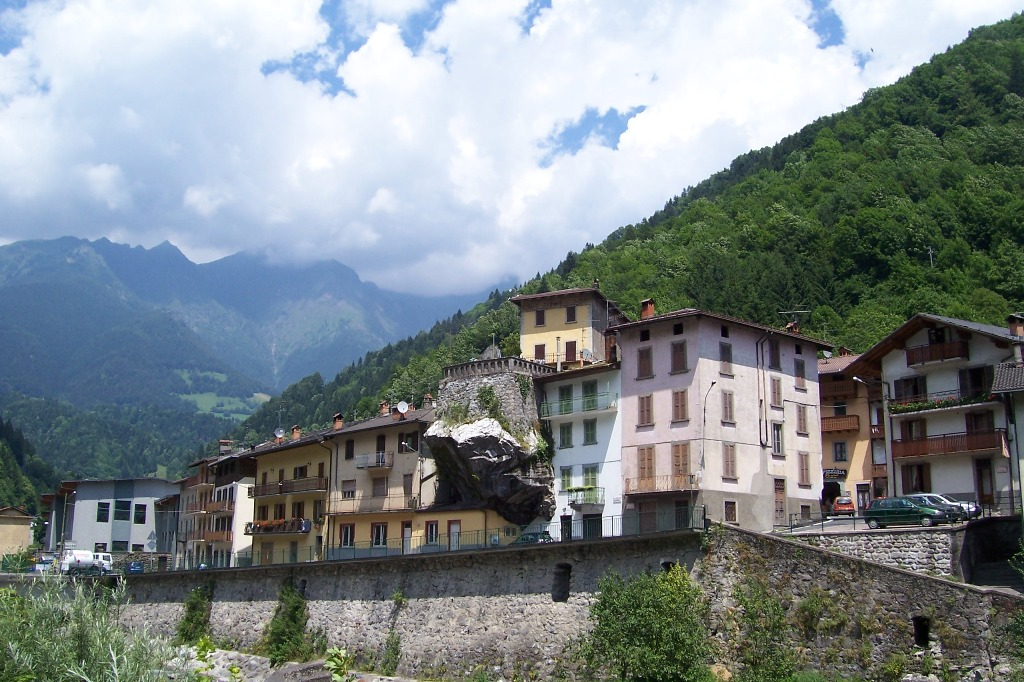
Paese di Dezzo

Il territorio si compone, oltre che del capoluogo, anche delle frazioni di Dezzo (nella sua porzione posta sulla sinistra orografica del fiume omonimo) e Dosso.
Delimitato a nord-est dal pizzo Camino e dalle alture denominate le Pale (i cui profili compaiono sullo stemma comunale) che lo dividono dalla Val Camonica, comprende la Riserva Naturale Regionale Boschi del Giovetto, luogo di alto interesse naturalistico, anche per la presenza di formiche autoctone appartenenti alla specie della formica rufa.
Il verde lussureggiante invita i numerosi turisti ad escursioni adatte ad ogni tipo di esigenza: da quella più semplice, adatta a bambini e famiglie, a quelle più impegnative, per gli amanti del trekking e dello sky-race.

## Origini del nome
Il toponimo deriva dal vocabolo "Some", che sta ad indicare un antico luogo abitato. Tuttora è presente una località, sempre nel territorio comunale, che ha mantenuto la denominazione "Some". Successive modifiche hanno portato la trasformazione prima in Zono (documenti riferiscono difatti di "Zono Antico"), fino all'attuale Azzone.

## Storia

### L'antichità

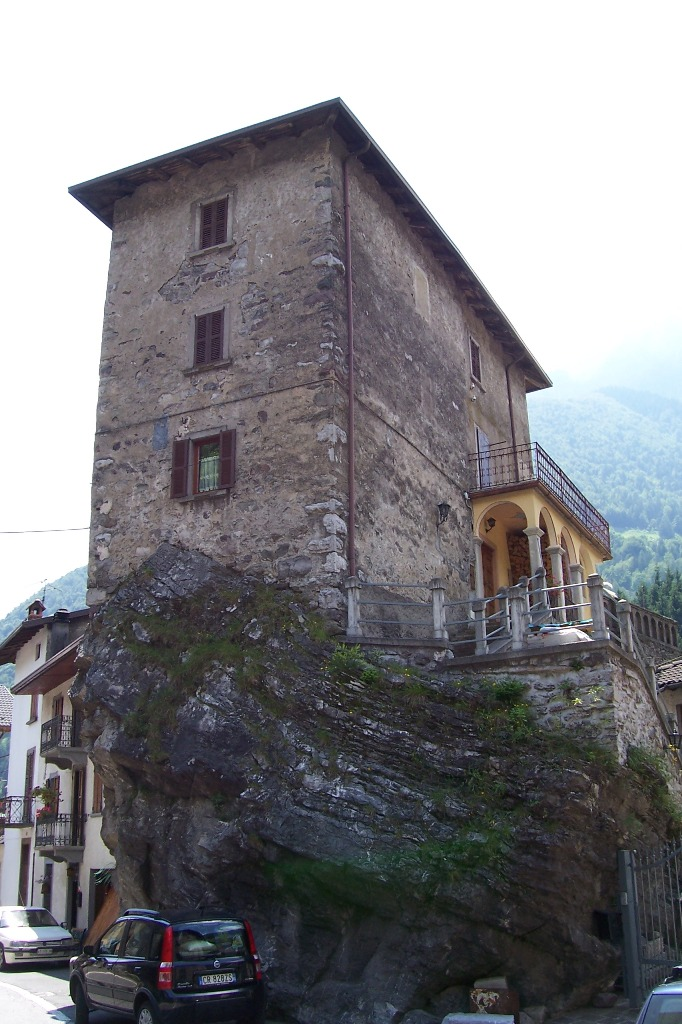
Casa sulla rupe a Dezzo

Indizi fanno supporre che questa contrada sia uno degli insediamenti stabili più antichi della Valle di Scalve (Pedrini, E.). Non si conoscono però dati certi circa l'epoca della sua fondazione: si può comunque ipotizzare che la contrada fosse abitata in epoca pre-romana. Già allora erano sfruttate, in maniera rudimentale, le grandi risorse minerarie della zona.

### Il Medioevo
I secoli successivi videro il borgo passare sotto il controllo del Sacro Romano Impero guidato da Carlo Magno, che donò l'intera zona ai monaci di Tours. Questi successivamente la permutarono in favore del Vescovo di Bergamo, il quale diede investitura feudale ai Capitani di Scalve.
Questi ultimi furono di fatto esautorati dalla costituzione dell'Universitas di Scalve, una piccola istituzione feudale molto simile ad una repubblica, che garantiva grandi privilegi agli abitanti ed un'autonomia al limite dell'indipendenza. Questa garantiva l'esenzione del servizio militare, libertà di caccia e pesca, nonché sgravi fiscali e la possibilità di sfruttamento delle miniere presenti in zona.
Con il passaggio alla Repubblica di Venezia, avvenuto nel XV secolo, Azzone mantenne i privilegi conquistati precedentemente, andando a costituire con le altre contrade scalvine la Comunità grande di Scalve.

### L'età moderna
Soltanto verso la fine del XVII secolo si dotò di un proprio statuto, venendo riconosciuto come contrada e, con il termine della dominazione veneta e l'avvento della Repubblica Cisalpina, acquisì la propria autonomia comunale, inglobando nei propri confini anche la contrada di Dezzo (nella sua porzione posta sulla sponda orografica sinistra).
Lo status di comune durò poco più di un decennio, dopodiché venne nuovamente accorpato al comune di Vilminore, unitamente al vicino borgo di Colere.

### L'età contemporanea
La fine della dominazione francese ebbe ripercussioni anche sulle piccole comunità scalvine che riacquistarono la propria autonomia, ritornando ai confini precedentemente stabiliti.
Il tutto durò fino al 1927, anno in cui il regime fascista fece una grande opera di accorpamento tra parecchi comuni del regno d'Italia. Fu il caso anche di Azzone, che si trovò nuovamente unito a Colere, con la denominazione di Dezzo di Scalve. Soltanto nell'immediato dopoguerra, precisamente nel 1947, i comuni si separarono definitivamente, con Dezzo nuovamente relegato a ruolo di frazione di Azzone.

### Simboli
I simboli del comune sono lo stemma e il gonfalone approvati con delibera del consiglio comunale del 12 dicembre 2000 e concessi con D.P.R. 13 febbraio 2001.
Stemma
(D.P.R. 13 febbraio 2001)
L'emblema raffigura la torre civica, monumento medievale e simbolo più importante del paese, e le montagne che lo circondano. Le tre stelle d'oro rappresentano in modo le frazioni di Azzone, Dezzo e Dosso.
Gonfalone
Il gonfalone è un drappo di bianco con la bordatura di azzurro.

## Monumenti e luoghi d'interesse

### Architetture religiose
- Chiesa dei Santi Filippo e Giacomo. La chiesa parrocchiale fu riedificata nel periodo 1724 - 1733 e ampliata nel 1860. Conserva opere di Antonio Cifrondi
- Chiesa di Santa Maria Maddalena. Situata nella frazione Dezzo, la chiesa conserva dipinti del Cifrondi, tra cui la Madonna Addolorata.

### Architetture civili
- Torre civica, di origine medievale (XIV secolo), utilizzata anche nello stemma del comune stesso.

### Aree protette
- Riserva naturale Boschi del Giovetto di Paline, istituita nel 1985 per la salvaguardia della Formica rufa.
- Parco regionale delle Orobie Bergamasche.

## Società

### Evoluzione demografica
Abitanti censiti